# 53. Münchner Sicherheitskonferenz
Die 53. Münchner Sicherheitskonferenz (MSC 2017) fand vom 17. bis zum 19. Februar 2017 im Hotel Bayerischer Hof in München statt. Mit insgesamt 680 Teilnehmern, darunter 30 Staats- und Regierungschefs, knapp 60 Repräsentanten internationaler Organisationen und 65 Spitzenvertreter der Wirtschaft, war es die bislang größte Konferenz. Prominente Gäste und Redner waren UN-Generalsekretär António Guterres, der amerikanische Verteidigungsminister James Mattis, Vize-Präsident Mike Pence, der russische Außenminister Sergei Lawrow, Federica Mogherini, Donald Tusk und der chinesische Außenminister Wang Yi. Außerdem waren 700 Journalisten für die Veranstaltung akkreditiert. Neben den Hauptveranstaltungen fanden während der Sicherheitskonferenz noch 1.350 bilaterale Gespräche zwischen Teilnehmern und Delegationen statt.

## Themen

### Eröffnung
Die deutsche Verteidigungsministerin Ursula von der Leyen und der neue amerikanische Verteidigungsminister James N. Mattis eröffneten gemeinsam die Konferenz. In ihrer Rede nahm die Ministerin auch zu der in ihrer Höhe zwischen Berlin und Washington umstrittenen Verteidigungsausgaben Stellung und verkündete: „Wir Deutsche haben verstanden, dass wir nach einer Periode, in der wir die Vorzüge einer Friedensdividende nutzen konnten, jetzt beharrlich investieren müssen in eine Sicherheitsrücklage“. Zugleich betonte von der Leyen die Bedeutung enger transatlantischer Kooperation und sagte zu, dass Deutschland „einen größeren, einen faireren Teil der Lasten für die gemeinsame atlantische Sicherheit tragen“ werde. „Die NATO ist nicht selbstverständlich – weder für Amerika noch für die Europäer“, erklärte die Ministerin. Zugleich wies sie darauf hin, dass Lastenteilung unter Bündnispartnern nicht zuerst eine finanzielle Frage sei, sondern man füreinander einzustehen habe. „Das schließt Alleingänge aus – sowohl den Alleingang des Vorwegpreschens, aber auch den Alleingang des Sich-Wegduckens“, so von der Leyen weiter. Damit bekräftigte sie ihre Forderung nach einer gemeinsamen Position und Vorgehensweise der NATO gegenüber Russland und dem Islamischen Staat. Zugleich müsse der Grundsatz gelten, dass nicht der Islam an sich, sondern der islamistische Terror bekämpft werde. Von der Leyen betonte, dass die Welt ein „global engagiertes, verantwortungsbewusstes Amerika“ brauche.
Ihr amerikanischer Amtskollege James Mattis verband in seiner kurzen Ansprache ein klares Bekenntnis zur NATO-Beistandspflicht mit der deutlichen Aufforderung an die Europäer, mehr Geld für die gemeinsame Verteidigung auszugeben. Der US-Verteidigungsminister befürwortete einen verbindlichen Plan für die Erfüllung der 2014 in Wales und 2016 in Warschau gemachten Zahlungszusagen. Mattis betonte, dass die Allianz „glaubwürdig, fähig und relevant“ bleiben müsse, damit Europäer und Amerikaner den Feinden der Demokratie gemeinsam entgegentreten könnten. „Beide Seiten des Atlantiks teilten das Vermächtnis von Freundschaft, Freiheit und einer vertrauensvollen Allianz. "Die Sicherheit ist dann am höchsten, wenn ein Team dafür sorgt“, saget Mattis und versprach: „Die amerikanische Sicherheit ist dauerhaft an die europäische Sicherheit gebunden.“

### Zukunft der EU
Während einer Panel-Diskussion zur Zukunft der Europäischen Union mit dem Titel „Zusammen oder getrennt“ kam es zu einer deutlichen Meinungsverschiedenheit zwischen dem polnischen Außenminister Waszczykowski und dem Vizepräsidenten der EU-Kommission Timmermans, die von Beobachtern als „clash of civilizations“ im Kleinformat beschrieben wurde.
Der Streit entzündete sich an den Vorwurf Timmermans an die Adresse der polnischen Regierung, „alternative Fakten“ zu verbreiten. „Die EU baut auf Rechten und Werten auf“, erklärte Timmermans, der betonte, dass Richter keinen Weisungen von Regierungen unterworfen werden dürften. Für alle Mitgliedstaaten seien die gemeinsamen Prinzipien bindend. Der polnische Außenminister wies die Vorwürfe zurück und warf der Kommission im Gegenzug vor, polnisches Recht falsch auszulegen.
Der deutsche Finanzminister Wolfgang Schäuble mahnte die Mitglieder der EU zur Geschlossenheit. Zugleich bekräftigte er, dass ein gewissenhafter Schutz der Außengrenzen durch die osteuropäischen EU-Staaten notwendig sein, um Grenzkontrollen im EU-Binnenraum zu verhindern. Schäuble und der EU-Abgeordnete Elmar Brok betonten die Notwendigkeit, dass die EU ihre innere und äußere Sicherheit selbst in die Hand nehmen müsse, um einen weiteren Bedeutungsverlust zu verhindern.

### Entwicklungshilfe
Der irische Sänger Bono, ein Mitbegründer von ONE, lobte in einem Beitrag die deutsche Entwicklungspolitik in Afrika. Deutschland habe ein Verständnis von den wirtschaftlichen Möglichkeiten und ebenso von den besonderen Risiken des Kontinents, erklärte Bono. Er forderte eine gemeinsame Sicherheits- und Entwicklungsstrategie, um für die Menschen Grundversorgung Bildung und Infrastruktur zu sichern. Der Sänger warnte vor drei Extremen, welche die Sicherheit besonders bedrohten: „Extreme Ideologie, extreme Armut und extremes Klima.“ Zugleich sprach sich Bono dafür aus, Investitionen an gute Regierungsführung zu knüpfen.

### Zukunft des Westens und der NATO
In seiner Einführung zu einer Podiumsdiskussion zur Zukunft des Westens appellierte US-Senator McCain an den Westen: „Wir dürfen uns selbst und einander nicht aufgeben, sonst wäre das Dekadenz, und das führt zum Scheitern von Weltordnungen“, und fügte hinzu, dass die Sicherheitskonferenz 2017 wichtiger sei als jemals zuvor. McCain warnte die westlichen Gesellschaften, sich nicht von Angst lähmen lassen, sondern auf die Überzeugungskraft ihrer gemeinsamen Werte und Offenheit zu vertrauen. „Wir sind vielleicht selbstgefällig geworden, wir haben Fehler gemacht“, erklärte McCain, bekräftigte aber auch seine Überzeugung „Solange mutige Menschen an den Westen glauben, wird der Westen fortbestehen.“ Ausdrücklich dankte der Senator Deutschland und Bundeskanzlerin Merkel für die „essentielle Rolle“, welche sie bei der Verteidigung der Ideen des Westens spielen. Nicht jeder Amerikaner begreife die Bedeutung dessen, doch er bedankte sich „im Namen all jener, die das verstehen“.
Während der weiteren Diskussion erklärte der ukrainische Präsident Petro Poroschenko, dass eine Unterstützung der Ukraine der einfachste Weg zur Stärkung des Westens sei. Laut Poroschenko wolle Russland nicht nur die Ukraine, sondern vielmehr ganz Europa „in russischen Farben neu zeichnen“. Er warnte zugleich vor einer vorschnellen Entspannungspolitik mit Russland, da ein Ende der Sanktionen von Russland als Schwäche gedeutet und russischen Aggressionen verstärken würde. Poroschenko appellierte an die Konferenzteilnehmer: „Nicht ohne die Ukraine über die Ukraine entscheiden“. Gegenüber der Presse erklärte der Präsident weiter, dass in der Ukraine ganz Europa gegen russische Aggression verteidigt werde, und „dass es nach der Ukraine auch andere Länder treffen kann“. Die beteiligten Parteien wiederholten ihr Bekenntnis zum Minsker Waffenstillstandsabkommen für die Ukraine. Vertreter der USA, vor allem in Gestalt von Mike Pence, kritisierten die Rolle Russlands in dem Konflikt. Zeitgleich wurde bekannt, dass Russland ab sofort Pässe anerkennt, die von den Separatisten in den so genannten Volksrepubliken Donezk und Lugansk ausgestellt wurden, was einer staatlichen Anerkennung nahe kommt.
Der britische Außenminister Boris Johnson bekräftigte in diesem Zusammenhang die Bedeutung der NATO. Den Brexit interpretierte der Außenminister als Entscheidung des Vereinigten Königreiches für Freihandel und Globalisierung. Die Wahl Trumps beschrieb er als Chance für positive Veränderungen und sprach sich dafür aus, dem neuen U.S.-Präsidenten eine Chance zu geben.
Die NATO-Verteidigungsminister aus Großbritannien, Frankreich, den Niederlanden, Kanada und der Türkei diskutierten im Rahmen einer Abendveranstaltung die Situation des westlichen Bündnisses im Zusammenhang mit der finanziellen Dimension der gemeinsamen Sicherheit.
Der britische Verteidigungsminister Michael Fallon wies darauf hin, wie weit gegebene Zahlungszusagen von den tatsächlichen Militäraufwendungen der Mitglieder abwichen. 19 der 28 NATO-Länder trügen weniger als 1,5 % ihres BSP bei, fünft Länder sogar weniger als 1%. Fallon begrüßte deswegen die amerikanische Initiative für verbindliche Vereinbarungen, um den Fortschritt der einzelnen Bündnispartner auf dem Weg zum 2%-Ziel und einer besseren Lastenverteilung Verteidigungsbereich zu dokumentieren.
Fallon nannte Russland unter Präsident Putin als Grund, weshalb die NATO gestärkt werden müsse. So sei es Russland, welches durch Cyberangriffe und einen Propagandakrieg die Unsicherheit in der Welt schüre, so Fallon weiter, der erklärte: „Es ist Putin, nicht Trump, der aggressiv auftritt. Es ist Putin und nicht Trump, der neue Mittelstreckenraketen aufstellt.“ Der französische Verteidigungsminister Jean-Yves Le Drian, schilderte aktuelle Veränderungen in der Aufgabenstellung für die NATO. Klassische Fähigkeiten zur Verteidigung des Bündnisgebietes wie die Vorneverteidigung würden wieder wichtiger. Zugleich gehöre zur Sicherung des Bündnisses auch die nukleare Abschreckung, so Le Drian weiter. Die niederländische Ministerin Jeanine Hennis-Plasschaert, wies darauf hin, dass sich die Europäer über lange Zeit eine Friedensdividende gegönnt hätten, auch in Zeiten, als die Sicherheitslage schlechter wurde. Der türkische Verteidigungsminister Fikri Işık betonte, dass nicht nur die Ost-, sondern auch die Südflanke der Nato zunehmend unter Druck stehe und forderte eine Stärkung der NATO im Südosten.

### Außenpolitik Chinas
Während der Konferenz erläuterte der chinesische Außenminister Wang Yi die Haltung Pekings zu aktuellen Fragen der Außen- und Sicherheitspolitik. Wang Yi erörterte die chinesische Politik im Zusammenhang mit Russland und den USA. Beobachter deuteten die Rede auch als Ausdruck einer Verschiebung internationaler Machtstrukturen, da Europa nur am Rande erwähnt wurde. Wang Yi beschrieb sein Land als Vorreiter für internationale Kooperationen. Im Zusammenhang mit sprach sich der Außenminister für eine Wiederaufnahme der 6-Parteien-Gespräche aus, um den Konflikt mit Nordkorea zu lösen und die „negative Spirale in der Atomfrage“ zu durchbrechen. Zugleich verkündete Wang Yi in München einen Importstopp für Kohle aus Nordkorea.

### Rede der Bundeskanzlerin

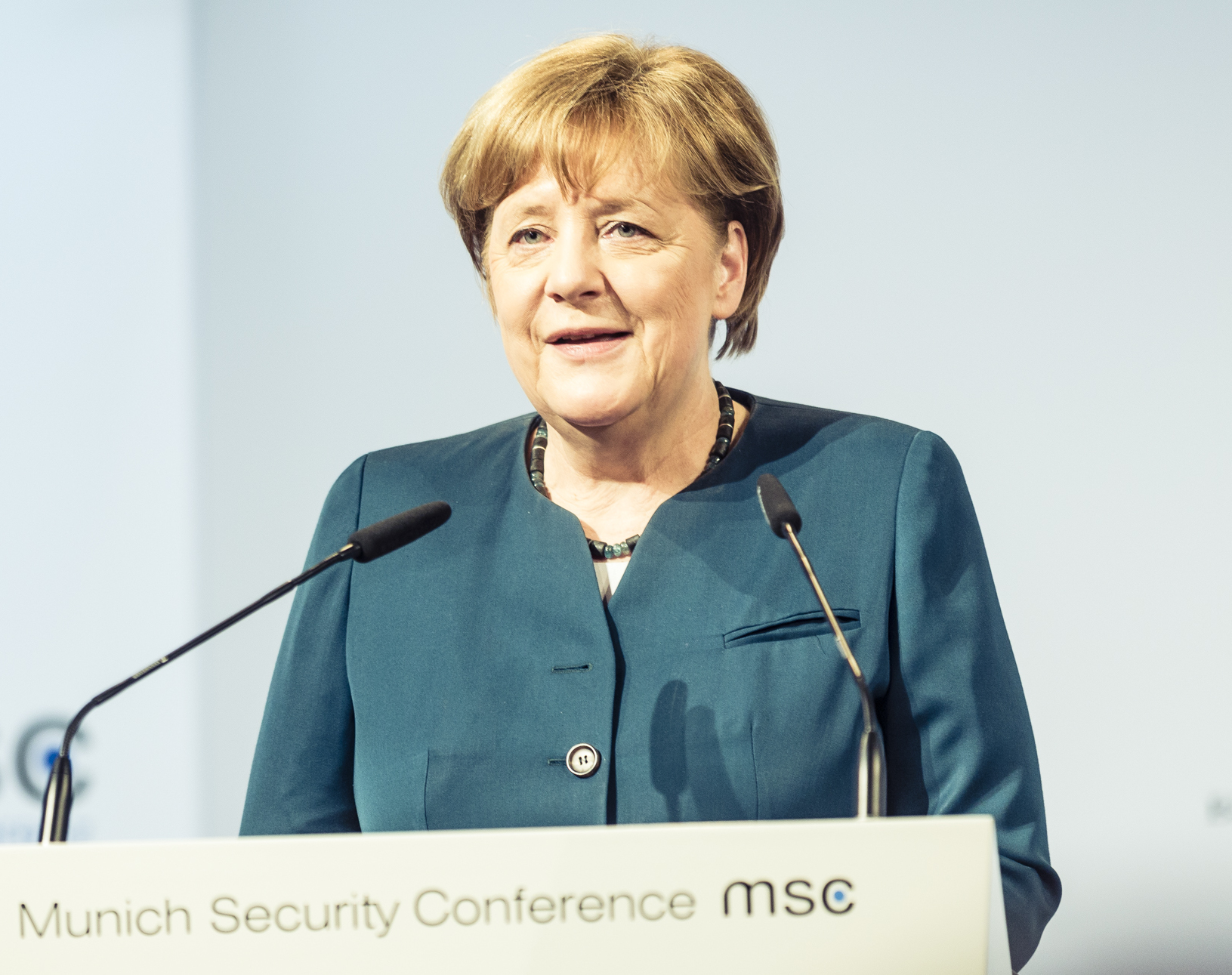
Bundeskanzlerin Angela Merkel während ihrer Rede

Bundeskanzlerin Merkel schilderte am zweiten Konferenztag in einer Rede die großen außenpolitischen Veränderungen und forderte ein neues globales Ordnungsmuster, welches 25 Jahre nach dem Ende der Ost-West Konfrontation erst noch entwickelt werden müsse. „Die Welt hat sich radikal verändert. Wir haben keine feststehende Ordnung“, beschrieb Merkel die Lage.
Zugleich warb sie für einen liberalen weltoffenen Multilateralismus, für dessen internationale Strukturen es sich zu kämpfen lohne. Hierzu zählte die Kanzlerin nicht nur, aber auch die NATO, deren Bedeutung aufgrund der russischen Annexion der Krim und der „Auseinandersetzungen im Osten der Ukraine, bei denen ja Russland die Separatisten unterstützt“, an Wichtigkeit gewonnen habe. Russland habe das entscheidende Prinzip der territorialen Integrität von Staaten verletzt, auf welchem Frieden und Sicherheit so lange beruhten, fuhr Merkel fort. Die Kanzlerin bestätigte, dass die von amerikanischer Seite wiederholt angesprochenen Bedrohungen und Herausforderungen für die Sicherheit des Westens real seien. Deshalb „brauchen wir die militärische Kraft der Vereinigten Staaten von Amerika“.
„Wir werden mehr tun für die Verteidigungspolitik“, sagte Merkel zu und bekannte sich zu dem Ziel, ab 2014 zwei Prozent des Bruttoinlandsproduktes für Verteidigung aufzuwenden. „Wir werden alle Anstrengungen unternehmen, wir fühlen uns diesem Ziel verpflichtet“, erklärte sie. „Deutschland kennt hier seine Verantwortung.“ Merkel schränkte in diesem Zusammenhang ein, dass es kaum möglich sein werde, die deutschen Verteidigungsausgaben um jährlich mehr als 8 Prozent zu steigern, was zur Erreichung des gemeinsamen Zieles aber notwendig wäre.
Zugleich beschrieb die Kanzlerin einen Sicherheitsbegriff, der neben Verteidigung. auch Entwicklungshilfe und Krisenprävention umfasste, deren Kosten ebenso berücksichtigt werden müssten. Merkel bezeichnete als notwendig, um Fluchtursachen zu verringern: „Wir Deutschen, das haben wir ja durch die Flüchtlinge gesehen, haben immer ein Interesse daran, dass Menschen anderswo vernünftig, gut leben können.“
Zum aktuellen Zustand der EU äußerte sich die Kanzlerin nachdenklich. Nach Merkels Worten befinde sich die EU in einer „schwierigen Phase“. Als Ursachen führte sie an, dass nach Einführung des Euro die Maßnahmen zu seiner Sicherung erst später eingeführt worden seien. Ebenso habe man das Prinzip der Personenfreizügigkeit verwirklicht, bevor an den Außengrenzen Vorkehrungen zur Begrenzung von Migration getroffen worden seien.

### Rede des US-Vizepräsidenten

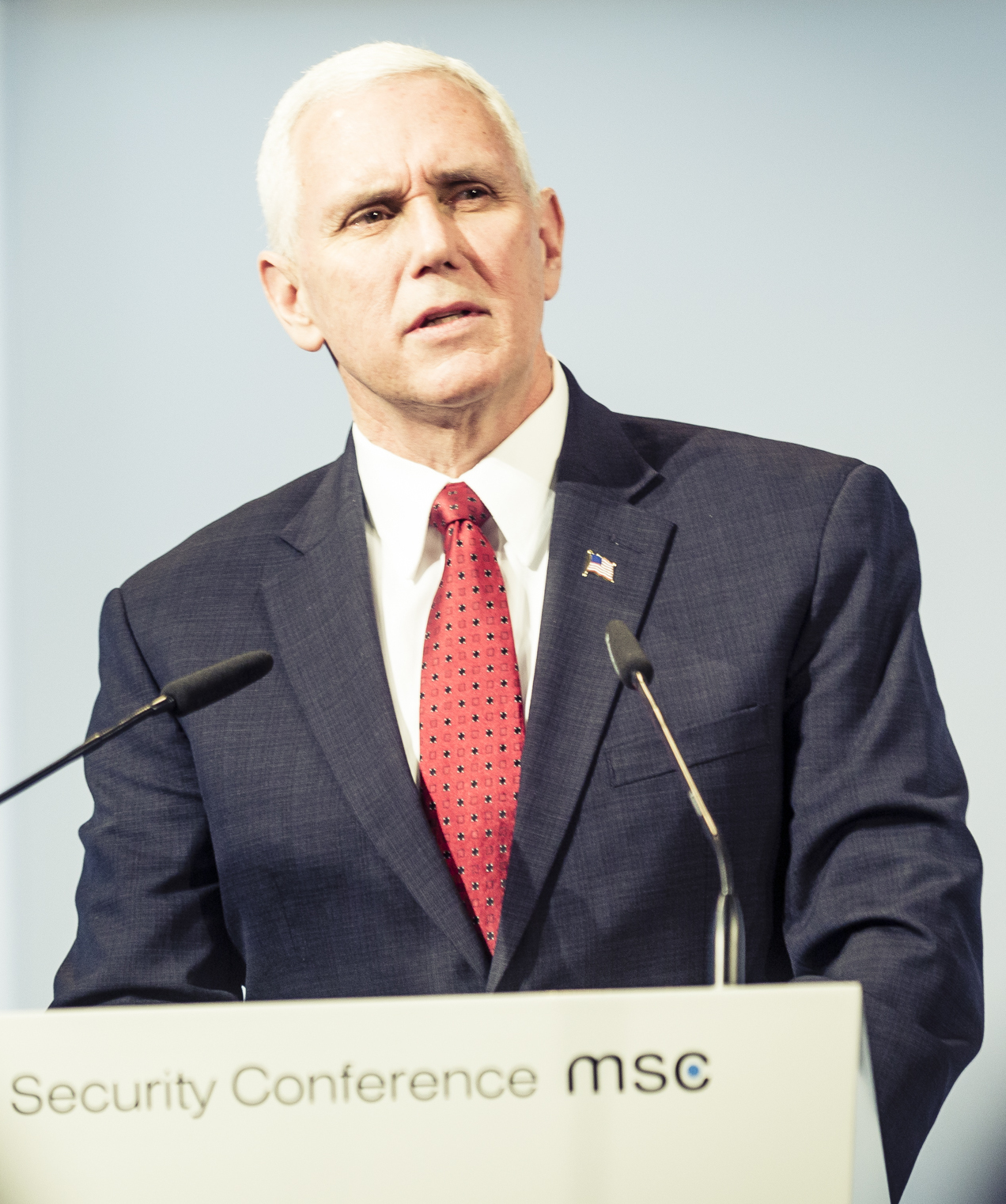
US-Vizepräsident Mike Pence während der 53. MSC

US-Vizepräsident Pence bekräftigte in seiner Rede die Bereitschaft der Vereinigten Staaten zur Wahrung der gegenseitigen Sicherheitsgarantien: „Die USA unterstützen nachdrücklich die Nato und werden in ihren Verpflichtungen gegenüber der transatlantischen Allianz unerschütterlich sein“. Diese Äußerung wurde von den Konferenzteilnehmern mit tosendem Applaus aufgenommen. Auf die Zusage, auch künftig an der Seite Europas zu stehen, dem man sich durch „dieselben Ideale Freiheit, Demokratie, Recht und Rechtsstaatlichkeit“ verbunden sehe, hatten viele Teilnehmer der Sicherheitskonferenz gehofft, die USA würden sich nicht zurückziehen, sondern auch weiterhin die Führungsverantwortung in der Welt schultern, so die Zusage von Pence. Zugleich bekräftigte der Vizepräsident die amerikanische Auffassung, dass die Europäer seit langer Zeit das Prinzip einer fairen Lastenteilung ignoriert hätten, und warnte: „Dies unterminiert die Fundamente unserer Allianz.“ Pence mahnte die Konferenzteilnehmer: „Lassen Sie es mich ganz klar sagen: Der Präsident der Vereinigten Staaten erwartet, dass unsere Verbündeten ihr Wort halten und ihre Verpflichtung erfüllen. Für die meisten heißt das: Die Zeit ist gekommen, um mehr zu tun,“ so Pence weiter.
Der US-Vizepräsident forderte, dass die Nato ihren Beitrag zur Bekämpfung des internationalen Terrorismus steigern müsse, laut Pence die aktuell größte Bedrohung des Westens. Zugleich müssten die Kriegshandlungen in der Ostukraine eingestellt werden. Von Russland forderte Pence, das Minsker Friedensabkommen für die Ostukraine einzuhalten und für eine Deeskalation des Konflikts zu sorgen. Sollte dies nicht geschehen, würden die USA Russland dafür verantwortlich machen. Pence verkündete in diesem Zusammenhang die Offenheit der US-Administration für neue Wege der Kooperation mit Russland.

### António Guterres

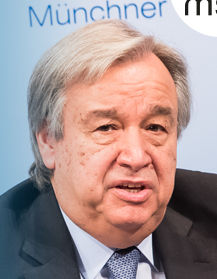
UN-Generalsekretär António Guterres während der Konferenz

Der ehemalige portugiesische Ministerpräsident und neugewählte UN-Generalsekretär forderte eine Stärkung multilateraler Strukturen, um globalen Problemen mit globalen Antworten begegnen zu können.
Guterres beschrieb Deutschland als „sehr soliden Pfeiler“ für die internationale Ordnung und lobte sein Engagement in internationalen Organisationen. Zugleich betonte der UN-Generalsekretär, dass die UN grundlegende Reformen brauche, welche die Organisation in die Lage versetzen sollten, flexiblere, einfachere und schnelle Verfahren zur Krisenbewältigung zu entwickeln und transparenter zu werden.
Mit deutlichen Worten beschrieb Guterres die Mängel der UN und forderte umfassende Reformen: W„ir alle empfinden einen Mangel an Vertrauen in internationale Organisationen. Die Strukturen in den UN sind dysfunktional.“ Bei der Entwicklungszusammenarbeit kritisierte er fehlende Koordination und eine unzureichende Erfolgskontrolle.
Im Zusammenhang mit einer kurzfristigen Lösung des Konflikts in Syrien äußerte sich Guterres wenig optimistisch. Ein Frieden in Syrien sei nur möglich, wenn keine der Konfliktparteien mehr an einen militärischen Erfolg glaube, erklärte der UN-Generalsekretär. Ohne eine umfassende Lösung sei ein Sieg über den IS nicht möglich, so Guterres weiter. Nur so könne den Terroristen die Grundlagen entzogen und sie lokal bekämpft werden.

### Jens Stoltenberg, Federica Mogherini und Sigmar Gabriel
NATO-Generalsekretär Stoltenberg mahnte die europäischen NATO-Mitglieder, mehr Lasten im Bündnis zu übernehmen statt die Verantwortung auf die USA zu verschieben: „Die Nachkriegsgeneration stellte sich der Herausforderung, nun müssen wir das auch tun.“ Federica Mogherini, EU-Außenbeauftragte, merkte in diesem Zusammenhang an, dass die Verteidigungsausgaben zwar eine wichtige Voraussetzung für Sicherheit seien, aber nicht die einzige. Der „europäische Weg“ der Sicherheitspolitik ergänze diese Aspekte um Fragen der Bildung, des Beschäftigungswachstums und verantwortungsbewusster Regierungsführung, so Mogherini weiter. Der deutsche Außenminister Sigmar Gabriel äußerte sich skeptisch zum 2 Prozent Ziel. Die Europäer sollten sich nicht von den Vereinigten Staaten zu einer Erhöhung der Verteidigungsausgaben drängen lassen, forderte Gabriel. Er wisse nicht, wo die Gelder dafür in kurzer Frist herkommen sollten und wollte das gemeinsame Ziel "nicht überinterpretieren", so der Außenminister.

### Sergei Lawrow
Der russische Außenminister Sergei Lawrow beschrieb in seiner Rede die NATO als eine „Institution des Kalten Krieges, sowohl im Denken als auch im Herzen“. Ihre Erweiterung hätte zu einer Erhöhung der Spannungen geführt. Lawrows Äußerungen standen im Widerspruch zu den Aussagen von Kanzlerin Merkel, die von der „traurigen Bedeutung“ gesprochen hatte, welche der Nato aufgrund der russischen Aggressionen erneut zukomme und derentwegen die östliche Flanke der Nato gestärkt werden müsse. Der russische Außenminister forderte, den globalen Einfluss westlicher Staaten zu verringern, da die Welt langfristig nicht von einem „Eliteclub von Staaten“ regiert werden könne. Er sprach in diesem Zusammenhang von einer „post-westlichen Weltordnung“, welche dadurch gekennzeichnet sei, dass „jedes Land durch seine eigene Souveränität definiert wird“. Vorwürfe, sein Land versuche Wahlen in westlichen Staaten zu manipulieren, wies Lawrow zurück und nannte sie eine „unverständliche Obsession des Westens mit Cyber-Sicherheit und Cyber-Spionage“. Nach Lawrow seien bisher keine Beweise gegen Russland gefunden worden. Der russische Außenminister forderte mehr Ehrlichkeit und rief zu einer „Post-Fake-Ära“ in den internationalen Beziehungen auf. Zugleich warb er für „pragmatische Beziehungen“ zwischen den Vereinigten Staaten und Russland. Eine Stärkung der amerikanisch-russischen Beziehungen läge im Interesse beider Länder, so Lawrow.

### Globale Gesundheitsrisiken

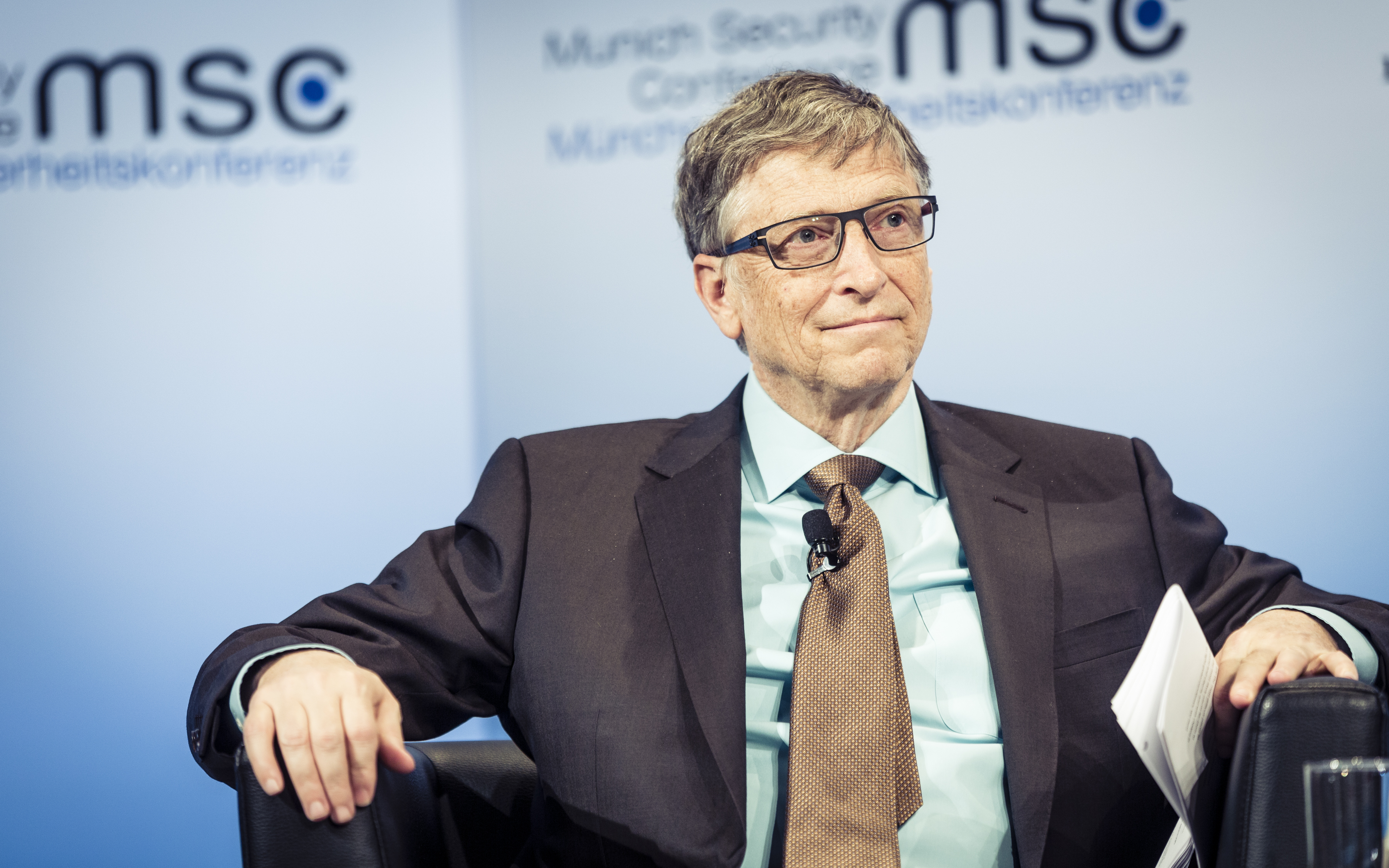
Microsoft-Gründer Bill Gates während der 53. MSC

Bei einer Podiumsdiskussion zu globalen Gesundheitsrisiken warnte Microsoft-Gründer Bill Gates vor neuartigen Formen des Terrorismus mit biologischen Waffen. Epidemiologen zufolge, so Gates, könnten bereits in wenigen Jahren Terroristen in der Lage sein, gentechnisch veränderte Arten tödlicher Erreger am Computerbildschirm zu entwickeln. Solche hochansteckenden Viren könnten sich sehr schnell ausbreiten und in weniger als einem Jahr mehr als 30 Millionen Menschen töten, warnte Gates und erinnerte an die Spanische Grippe, die im Jahr 1918 weltweit bis zu 50 Millionen Opfer gefordert hatte.
Die Welt, so der Microsoft-Gründer, sei aktuell in keiner Weise auf eine solche Bedrohung vorbereitet. Hinzu komme, dass der Zusammenhang zwischen Gesundheitsfragen und internationaler Sicherheit ignoriert werde, obwohl Fortschritte in der Biotechnologie, neue Impfstoffe und Medikamente erlauben würden, Epidemien bereits früh nach ihrem Auftreten einzudämmen. Schließlich seien die Maßnahmen zum Schutz vor Pandemien oder gezielten Angriffen mit Biowaffen weitgehend identisch.
Gates berichtete über die Gründung der „Coalition for Epidemic Preparedness Innovations“ (CEPI). Diese Organisation, eine Public Private Partnership, wolle zum Schutz vor Epidemien beitragen, indem sie die Entwicklung von Impfstoffe unmittelbar nach dem Feststellen einer Bedrohung vorantreibe.
Gates beschrieb die Notwendigkeit, sich auf durch Epidemien ausgelöste Krisen genauso vorzubereiten wie auf militärische Antworten im Konfliktfall. Dazu gehöre es auch die Analyse bestehender Epidemie-Risiken und die Erprobung möglicher Hilfsmaßnahmen. Nur auf diese Weise könnten Erfahrungswerte darüber gewonnen werden, wie sich Krankheiten ausbreiten und wie Menschen auf solche Situationen reagieren. Laut Gates müsse erforscht werden, wie auf Panikreaktionen der Bevölkerung und die Überlastung von Verkehrs- oder Kommunikationssystemen reagiert werden müsse, um jederzeit ausreichende Kapazitäten zur medizinischen Versorgung sicherstellen zu können. Der amerikanische Philanthrop nannte die drei aus seiner Sicht größten globalen Gefahren: Atomkrieg, Pandemie und Klimawandel. Auf Pandemien sei die Welt am wenigsten vorbereitet. Dies sei ein echtes Problem, warnte Gates.
Der Präsident der Republik Ruanda, Paul Kagame, wies in diesem Zusammenhang auf die Bedeutung einer guten Regierungsführung hin. Wenn sich Regierung, Behörden und Bevölkerung gegenseitig nicht vertrauten, würden essentielle Sicherungsmechanismen, wie etwa das Gesundheitssystem, gerade in Krisensituationen wie Epidemien versagen, warnte Kagame.

### Terrorismusbekämpfung
An einer Podiumsdiskussion zur Bekämpfung des Terrorismus nahmen auch Bundesinnenminister Thomas de Maizière und der amerikanische Minister für Innere Sicherheit John F. Kelly teil. Der deutsche Innenminister appellierte, nicht den Islam insgesamt unter Verdacht zu stellen, sondern gemeinsam gegen den islamistischen Terrorismus zu kämpfen. De Maiziere widersprach Forderungen nach einer neuen Strategie gegen den Terror, vielmehr müsse nun das umgesetzt werden, was bereits beschlossen worden sei, erklärte der Minister. Hierzu gehöre insbesondere ein besserer Austausch von Daten. Einer europäischen Geheimdienstorganisation räumte der Minister dagegen schon aufgrund mangelnder politischer Mehrheiten keine Chancen ein. Zugleich solle aber durch eine europäische Terrorabwehrgruppe in Den Haag der nachrichtendienstliche Austausch zwischen den EU-Staaten verbessert werden. Der neuberufene amerikanische Minister für Innere Sicherheit Kelly äußerte sich während der Paneldiskussion zu dem von der Regierung Trump erlassenen „Einreiseverbot“ für Bürger aus sieben muslimischen Ländern. Kelly kündigte an, dass es nach einer Übergangszeit, in der bereits erteilte Visa und Arbeitserlaubnisse gelten sollten, eine „besser definierte Version“ des Einreisestopps geben werde. Der pakistanische Verteidigungsminister Khawaja Asif äußerte sich bei der Diskussion kritisch zu dem amerikanischen Vorgehen und erklärte, dass ein solches Reiseverbot im Kampf gegen den Terrorismus keine Hilfe sei, sondern vielmehr die Islamophobie fördere. Diese machten sich jedoch wiederum die Terroristen zunutze.

### Naher Osten und Iran
Während einer Rede zur Lage im Nahen Osten erläuterte der iranische Außenminister Mohammed Dschawad Sarif die Einschätzungen seines Landes zur internationalen Lage und dem Nahen Osten. Er betonte, dass der Iran den atomaren Nichtverbreitungsvertrag einhalte und weder Atomwaffen baue noch bauen werde. Zugleich müsse aber der dazu geschlossene Vertrag von allen Seiten eingehalten werden, was aktuell jedoch nicht der Fall sei, so Sarif. Für Sanktionen sei der Iran gleichwohl nicht empfänglich, mahnte der iranische Außenminister und bekräftigte das offizielle Dementi seines Landes zur Atomwaffenentwicklung mit der Forderung nach einer weltweiten Abschaffung nuklearer Waffen.
Der israelische Verteidigungsminister Avigdor Lieberman warf in seiner Rede dem Iran vor, nukleare Ambitionen zu verfolgen und die Lage im Nahen Osten über Stellvertreterkriege und den damit verbundenen Schmuggel von Waffen destabilisieren zu wollen. Im Zusammenhang mit dem Nahostkonflikt sprach sich Lieberman für eine Zweistaatenlösung mit den Palästinensern aus.
Auch der türkische Außenminister Çavuşoğlu beschrieb den Iran als Unruheherd in der die Region und äußerte den Vorwurf, das Land wolle aus Syrien und dem Irak schiitische Staaten machen. Gemeinsam mit Russland und dem Iran müsse ein Waffenstillstand erreicht werden, forderte Çavuşoğlu, der die Genfer Gespräche als Grundlage für eine politische Lösung beschrieb. Um den IS zu besiegen, bedürfe es jedoch einer besseren Strategie und geeigneter Kräfte, erklärte. Der IS habe, schilderte der türkische Außenminister, nichts mit dem Islam zu tun, der für Frieden stehe. Der IS sei eine Terrororganisation ebenso wie bestimmte Kurdenorganisationen in der Türkei. Das Land habe kein Kurdenproblem, sondern ein Terrorismusproblem mit der PKK, bekräftigte der Minister.
Auch der saudische Außenminister Al-Jubeir bezeichnete den Iran als problematischen Akteur in der Region und nannte ihn den größten Terror-Unterstützer der Welt. Al-Jubeir warf in diesem Zusammenhang die Frage auf, warum der schiitische Iran zuvor von Terrorangriffen verschont geblieben war. Trotz dieser Kritik an der Politik des Irans äußerte sich Al-Jubeir zuversichtlich, dass die verschiedenen Konflikte wie im Jemen oder Syrien gelöst werden könnten, wenn künftig alle Seiten dazu bereit seien. Auch zur Zusammenarbeit mit dem neuen amerikanischen Präsidenten erklärte sich Al-Jubeir zuversichtlich, da Trump ein Pragmatiker und kein Ideologe sei.
Zweifel am Engagement der USA für Syrien äußerte der UN-Sondergesandte für Syrien, Staffan de Mistura. Er vermisse eine klare amerikanische Strategie für Syrien, erklärte de Mistura. Zugleich warf er den Vereinigten Staaten vor, bei der Suche nach einem politischen Friedensprozess keine aktive Rolle einzunehmen. Der UN-Sondergesandte für Syrien forderte eine politische Lösung des Konfliktes in Syrien.

### US-Außenpolitik zu Russland
Während der Konferenz diskutierte Jane Harman, Präsidentin des Woodrow Wilson International Center for Scholars mit den US-Senatoren Jeanne Shaheen, Lindsey Graham und Christopher Murphy die Politik der Russischen Föderation unter Putin. Der Demokrat Murphy zeigte sich davon überzeugt, dass Russland versucht habe, aktiven Einfluss auf die U.S.-Präsidentschaftswahlen zu nehmen. Dies müsse durch den Kongress untersucht werden und könne ggf. zu weiteren Sanktionen führe, forderte Murphy. Er beschrieb einen neuen „russischen Expansionismus“, der nicht nur über eine Erhöhung des Verteidigungsetats zurückgedrängt werden könne, sondern zugleich weitere Maßnahmen erfordere.
Der Republikaner Graham bestätigte die Äußerungen seines Vorredners und forderte vom amerikanischen Präsidenten Trump ein entschlossenes Vorgehen gegen Russland unabhängig davon, dass sich die Angriffe nicht gegen seine Partei, sondern die Demokraten gerichtet hätten. Er warb für einen parteiübergreifenden Antrag, weitere Sanktionen gegen Russland auszusprechen. Der Präsident, so hoffte er, würde zustimmen, dass er als „Verteidiger der freien Welt“ mit den Mitgliedern des Kongresses zusammenarbeiten müsse. Der einflussreiche parteiinterne Kritiker Donald Trumps fügte hinzu, dass mit weiteren Versuchen der Einmischung, z. B. in den französischen oder deutschen Wahlkämpfen, zu rechnen sei, falls keine wirksame Reaktion auf die russischen Cyberangriffe erfolge. Der Senator bekräftigte zugleich die Bedeutung der Medien, welche in demokratischen Gesellschaften unverzichtbar seien.

### Gruppierung in drei Modellen
Dirk Messner ordnet die Standpunkte der Teilnehmer drei Modellen einer künftigen Weltordnung zu. Zum einen das traditionelle transatlantische Modell einer vom Westen dominierten Außen- und Sicherheitspolitik. Zum anderen das Politikmodell um Donald Trump und Stephen Bannon, das das eigene Land in den Mittelpunkt stellt. Zum dritten der Weg einer stärkeren Kooperation und einer neben Sicherheit auch auf Klimaschutz, Entwicklungszusammenarbeit, Bekämpfung sozialer Ungleichheit und einer faireren Gestaltung der Globalisierung aufgebauten Politik.

## Ewald-von-Kleist-Preis
Während der Konferenz wurde der scheidende Bundespräsident Joachim Gauck mit dem Ewald-von-Kleist-Preis ausgezeichnet. Gauck wurde ausgezeichnet für seine Rede zur 50. Münchner Sicherheitskonferenz, in welcher er Deutschland aufgefordert hatte, mehr internationale Verantwortung zu übernehmen.
Die Laudatio auf den Preisträger hielt der finnische Präsident Sauli Niinistö, der Gauck als einen „Advokaten der Bürgerrechte“ beschrieb, welcher bereits als Pfarrer in der DDR Wege gefunden habe, um scheinbar unlösbare Probleme zu überwinden. Gauck konnte den Preis krankheitsbedingt nicht selbst in Empfang nehmen und wurde von seinem Staatssekretär David Gill vertreten, der auch die Dankesrede verlas. In ihr forderte der Bundespräsident die deutsche Gesellschaft auf, sich zur Freiheit zu bekennen und diese weiter zu verwirklichen: „Die Zukunft ist der Raum unserer Möglichkeiten – der Raum unserer Freiheit“, so Gauck in seiner Rede.

## Normandie-Gruppe
Am Rande der Konferenz trafen sich die Außenminister Sigmar Gabriel aus Deutschland, Sergei Lawrow aus Russland, Pawlo Klimkin aus der Ukraine und Jean-Marc Ayrault aus Frankreich, um als Vertreter der Normandie-Gruppe die Entwicklungen in der Ukraine zu diskutieren. In den Monaten zuvor war die Umsetzung des Minsker Abkommens wiederholt ins Stocken geraten. Der deutsche Außenminister Gabriel äußerte sich optimistisch und verkündete, dass „alle Parteien ihren Einfluss nutzen werden, um die Verabredungen aus der Kontaktgruppe umzusetzen“. Dass die USA dem Treffen der Normandie-Gruppe nicht widersprachen, deuteten Beobachter als Zustimmung Washingtons zur Vermittlerrolle Deutschlands in dem Konflikt.
Die Ankündigung der russischen Regierung zur Anerkennung von Ausweisen aus Separatistengebieten kritisierte die ukrainische Regierung als „Provokation“.

## Munich Security Report
Bereits vor Beginn der Konferenz veröffentlichten die Veranstalter den Munich Security Report (MSR). Der Debattenbeitrag hatte den Titel Post-Truth, Post-West, Post-Order? und beschrieb eine wachsende Verunsicherung in der Weltpolitik, insbesondere nach der Wahl Donald Trumps zum US-Präsidenten. Der Report, ein Kooperationsprodukt der MSC und verschiedener Think Tanks, schilderte die Herausforderungen der internationalen Sicherheitspolitik und stellte die Frage nach einem Ende der bisherigen westlich dominierten Weltordnung.
Der MSR erörterte auch die Gefahren, welche „Fake News“ für die Debattenkultur in westlichen Demokratien bedeuten.